# Aflenz Kurort
Aflenz Kurort là một đô thị thuộc huyện Bruck an der Mur thuộc bang Steiermark, nước Áo. Đô thị Aflenz Kurort có diện tích 16,1 km², dân số thời điểm cuối năm 2005 là 1008 người.
Các đô thị giáp ranh: Aflenz Land, Thörl, Etmißl, Sankt Ilgen, và Turnau.